# Antonio Busca (luogotenente)
Frà Antonio Busca (Milano, 17 febbraio 1767 – Milano, maggio 1834) fu luogotenente generale del Sovrano Militare Ordine di Malta.

## Biografia
Antonio Busca, discendente dell'omonimo pittore, era appartenente ad una nobile famiglia milanese. 
Egli entrò ufficialmente nell'Ordine l'11 marzo 1779 e come i propri predecessori protestò più volte per la confisca dell'Isola di Malta al possesso dell'Ordine, ma senza successo.
Il Regno di Napoli, che rivendicava diritti sull'isola di Malta,  dichiarò unilateralmente soppresso l'Ordine.
L'organizzazione luogotenenziale comprese quindi che l'Ordine, di stanza a Catania, si trovava in una posizione troppo esposta ad aggressioni. Venne così a realizzarsi il progetto di trasferire la sede dell'Ordine entro i confini dello Stato Pontificio, a Ferrara, a partire dal 1826. L'Ordine vi prese sede in Palazzo Bevilacqua.
Nel 1822 l'Ordine organizzò un contingente di cavalieri che prestarono assistenza volontaria all'insurrezione greca contro il governo dell'Impero ottomano, riprendendo in parte l'ideale crociato per cui l'Ordine era stato istituito.
Antonio Busca morì a Milano nel maggio del 1834.

## Fonti
- Francesco Giuseppe Terrinoni, Memorie storiche della resa di Malta ai francesi nel 1798, tip. delle Belle Arti, Roma, 1867.